# Józef Karpiel
Józef Karpiel (ur. 18 stycznia 1932 Kościelisku, zm. 29 listopada 1994 Zakopanem) – polski kombinator norweski, biegacz narciarski, olimpijczyk z Squaw Valley 1960.
Wielokrotny medalista mistrzostw Polski:
- złoty
  - w biegu narciarskim na 30 km w roku 1966
  - w kombinacji norweskiej w latach 1960-1961
  - w sztafecie 4 × 10 km w latach 1954, 1961, 1963, 1966
- srebrny
  - w kombinacji norweskiej w latach 1955,1958
  - w sztafecie 4 × 10 km w latach 1952, 1955

Uczestnik mistrzostw świata w roku: 1958 i 1962 podczas których wystartował w kombinacji norweskiej zajmując odpowiednia 31. i 26. miejsce.
Brązowy medalista Akademickich Mistrzostw Świata w sztafecie 4 × 10 km z roku 1953.
Na igrzyskach olimpijskich w 1960 roku był chorążym polskiej ekipy podczas ceremonii otwarcia. Wystartował w kombinacji norweskiej zajmując 19. miejsce.
Syn Stanisława Karpiela olimpijczyka z Garmisch-Partenkirchen 1936.